# 8,8-cm-Flak L/45
Die 8,8-cm-Flak L/45, auch 8,8-cm-Kraftzugflak L/45 (kurz 8,8-cm-K.-Zugflak L/45), war eine Flugabwehrkanone des Deutschen Kaiserreiches und wurde im Ersten Weltkrieg eingesetzt.

## Entwicklung
Die Friedrich Krupp AG und Rheinmetall erkannten im Laufe des Krieges, dass eine erfolgreiche Bekämpfung von Flugzeugen hauptsächlich durch die Steigerung der Mündungsgeschwindigkeit erreicht wurde. Somit begannen beide Firmen die 8,8-cm-Schnelladekanone L/45 von der ortsfesten Sockellafette zu lösen und auf einen Geschützwagen zu stellen. Mit einer Mündungsgeschwindigkeit von 750 m/s und dem großen Kaliber war dieses Geschütz hervorragend für die Bekämpfung von Flugzeugen geeignet.

## Technische Beschreibung

### Geschütz (Kp)
Das Geschützrohr der 8,8-cm-Kraftzugflak L/45 (Kp) war ein Vollrohr mit einem aufgeschraubten Bodenstück und einem Gegenring. Zur Führung des Geschützrohres auf der Rohrwiege, wurden zwei Klauenpaare angeschmiedet. Der Verschluss war ein halbselbsttätiger Schubkurbelverschluss, welcher von rechts und links bedient werden konnte. Die Rohrwiege nahm eine Rohrbremse auf. Oberhalb der Gleitbahn des Geschützrohres war eine Haube angebracht, welche einen Luftvorholer aufnahm. Damit glitt das Geschützrohr nach der Schussabgabe in seine Ausgangsposition zurück. Während der Fahrt wurden das Geschützrohr und die Rohrwiege fest verzurrt.
Die Lafette war ein viereckiger Kasten aus Stahlblechwänden, welcher auf einer Säule des Geschützwagen ruhte. Mittels zweier Kugellager war das Geschütz darauf um 360 Winkelgrad drehbar. Für die Bedienmannschaft befanden sich an der Lafette drei, in Fahr- und Schussstellung feststellbare, Richtsitze. Diese konnten geringfügig in der Höhe verändert werden.
Das Geschütz verfügte über einen Haupt-, Zusatz- und Gegenausgleicher. Der Hauptausgleicher diente zur Aufhebung des Vordergewichts von Rohrwiege und Geschützrohr. Wenn das Geschütz in der Höhe zwischen 0 und 20 Winkelgrad ausgerichtet wurde, unterstützte ein Zusatzausgleicher den Hauptausgleicher. Bei einer Rohrerhöhung zwischen 50 und 70 Winkelgrad, wirkte ein hinterer Gegenausgleicher dem Hauptausgleicher entgegen.
Die Seitenrichtung erfolgte mithilfe eines Schneckenantriebes, welcher auf beiden Seiten der Lafette mit Handrädern gedreht werden konnte. Die Höhenrichtung erfolgte durch die Höhenrichtmaschine mit einem Planetengetriebe. Auch diese wurde manuell mit Handräder gedreht. Für die Bedienung der Zieleinrichtung waren drei Soldaten erforderlich. Zwei befanden sich an der rechten, einer an der linken Seite der Flak. Einer auf der rechten Seite bediente die Geländewinkelrichtmaschine und visierte das Ziel mit dem Zielfernrohr an. Der zweite Soldat bediente die Regler und stellte die abgelesene Rohrerhöhung ein. Der Soldat auf der linken Seite war ausschließlich für die Seitenrichtung zuständig und verfolgte mithilfe eines Zielfernrohres das Ziel. Die verwendete Munition der 8,8-cm-Kraftzugflak L/45 (Kp) bestanden aus Granaten mit einer Füllung von 600 g Sprengstoff. Die gesamte Granate wog damit 9,6 kg.

### Geschützwagen (Kp)
Der Geschützwagen, auf dem die Flak montiert war, war ein vierrädriger Plattformwagen mit federnd gelagerten Achsen. Der Wagenrahmen wurde durch zwei Längsträger aus Stahlblech gebildet, welche durch Quer-, Deck- und Bodenbleche miteinander verbunden waren. Das mittlere Deckblech bildete den mittleren Teil der Plattform. Diese konnte durch das Abklappen von Seitenblechen zu einem Vollkreis verbreitert werden. Mittig dieser Plattform befand sich eine hohle Säule aus Stahl.
Um den Geschützwagen bei der Schussabgabe zu versteifen, wurden zwei Seitenstützen heruntergelassen. Diese konnten auf einem unebenen Boden bis zu 5 Winkelgrad ausgleichen. Jede dieser Stützen konnte mit einer Stellschraube fest auf dem Erdboden gedrückt werden. An den Enden der Stützen befanden sich Fußplatten, welche mit Bettungspfählen in der Erde verankert wurden. Die Wagenfedern verfügten über Schraubenspindeln, um sie bei der Schussabgabe zu versteifen.
Die Räder hatten anstatt Speichen zwei gewölbte Stahlscheiben, welche durch ihre Wölbung eine gewisse Federung ermöglichten. Weil man davon ausging, das Geschütz seltener auf Straßen und mehr im Gelände zu bewegen, waren die Reifen breiter gehalten. Die Bremsvorrichtung des Geschützwagen waren Backenbremsen, welche auf alle Räder wirkten. Über der Vorderachse befanden sich zwei Sitze, für die Bedienmannschaft während der Fahrt, und vier über der Hinterachse. Gezogen wurde das Geschütz hauptsächlich durch den Kraftwagen Krupp-Daimler KD 1, konnte aber auch durch Zugtiere bewegt werden.

### Geschütz (Rh)

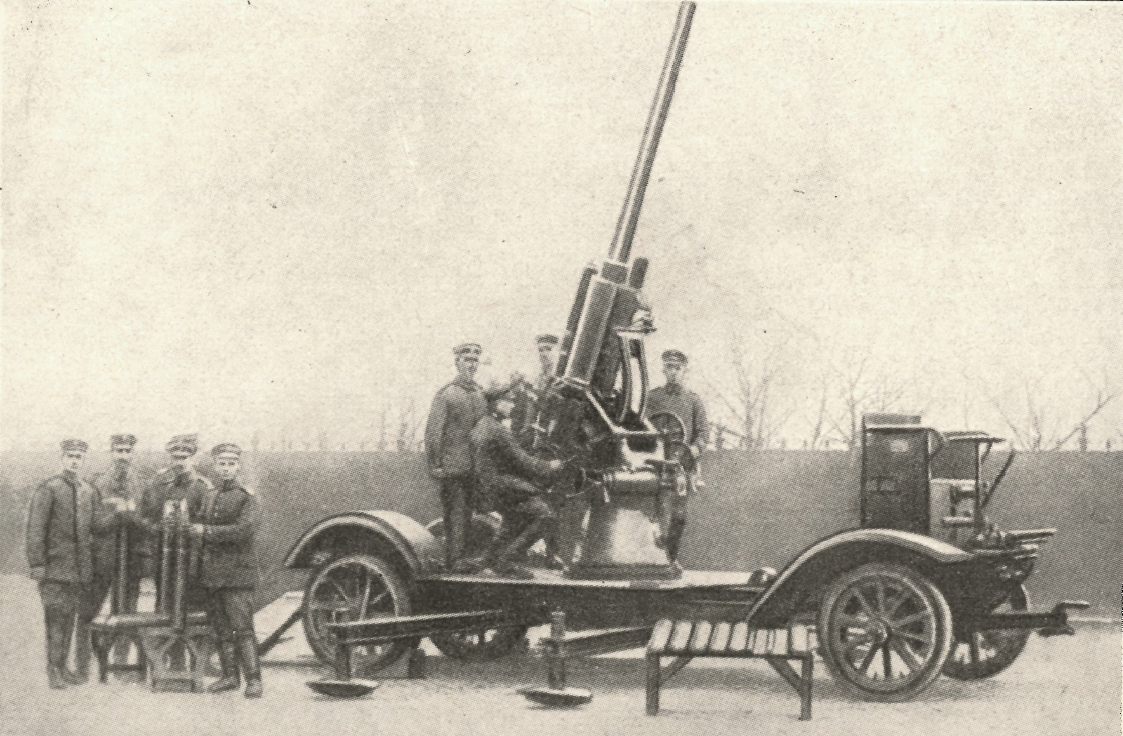
8,8-cm-Kraftzugflak L/45 (Rh) in Feuerstellung

Das Geschützrohr der 8,8-cm-Kraftzugflak L/45 (Rh) war ein Seelen- und Mantelrohr mit Deckring. Auch Rheinmetall verbaute hier einen halbselbsttätigen Schubkurbelverschluss, welcher links durch einen Abzugshebel am Verschlussstück und rechts durch einen Wiederspannabzug am Verschlusskeil abgefeuert werden konnte. Um das Geschützrohr nach der Schussabgabe wieder in die Ausgangsposition zurück zu schieben, wurde hier ein Federvorholer verbaut. Die Rohrwiege lag mit beiden Schildzapfen auf einer Sockelgabel.
Die Lafette glich der 7,7-cm-leichte Kraftwagenflak L/27 von Rheinmetall. Sie war eine Sockellafette, welche auf einem Geschützwagen montiert war. Dadurch konnte auch diese Flak um 360 Winkelgrad gedreht werden. In der Höhe konnte die Flak zwischen 4 und 70 Winkelgrad bewegt werden.
Die Visiereinrichtung bestand aus einem Rundblickfernrohr mit seitlichem Einblick an der rechten Seite der Flak. Für das indirekte Schießen gegen Erdziele gab es einen Geländewinkelmesser. Die verwendete Munition war identisch zur 8,8-cm-Kraftzugflak L/45 (Kp).

### Geschützwagen (Rh)
Auch bei Rheinmetall war der Geschützwagen ein vierrädriger Plattformwagen. Die Längsträger waren mit Zwischenwänden miteinander verbunden und ruhten auf Federn, welche mit den Achsen fest verbunden waren. Der linke Längsträger war in der Geschützmitte nach unten hin ausgebuchtet und mit einem Loch versehen. Dies war für die Aufnahme des Kegelradgehäuses zur Ausschaltung eines schiefen Radstandes vorgesehen. Um die Plattform bei der Schussabgabe zu erweitern, konnten die Seitenwände abgeklappt angebracht werden.
An beiden Seiten des Wagens waren hinter den Vorder- und Hinterrädern Stoßfänger angebracht, welche den Wagen bei der Schussabgabe zusätzlich versteifen und die Standfestigkeit erhöhen konnten. Sie bestanden aus zwei Schienen, welche zu einem Kastenträger zusammengenietet wurden. Am äußeren Ende befand sich je ein verstellbarer Sporn, welcher auf den Erdboden gepresst wurde. Auf der Vorderachse befand sich ein Wagenkasten, auf dem zwei Soldaten beim Transport Platz fanden.
Die Räder der Vorderachse hatten eine federnde Eisenbereifung, während die Räder der Hinterachse Doppelfelgen und auf der Innenseite je eine Bremstrommel besaßen. Die Bremse wurde durch die Betätigung eines Hebels am Wagenkasten auf der Vorderachse betätigt. Die Drehung beim Transport erfolgte durch drehbare Achsschenkel, welche mit einer Lenkvorrichtung versehen waren. Dadurch war ein Rückwärtsfahren mit dem angehängten Geschütz möglich.

## Einsatz
Die ersten Geschütze kamen Ende 1916 an die Front. Während des Krieges hatten sich sowohl die 8,8-cm-Kraftzugflak L/45 (Kp), als auch die 8,8-cm-Kraftzugflak L/45 (Rh) sehr gut bewährt. Damals wurden sie als modernste und wirkungsvollste Waffen für die Flugabwehr angesehen. Während des Stellungskrieges und in der Frühjahrsoffensive 1918 hatten die Geschütze gute Leistungen erbracht und den gegnerischen Kräften schwere Verluste beigefügt. Durch die hervorragenden ballistischen Leistungen konnten Flugzeuge in größten Flughöhen bekämpft werde, welche durch kleinkalibriger Geschütze nicht erreicht werden konnten. Somit wurden die 8,8-cm-Flugabwehrgeschütze das Hauptkampfgeschütz für die Flugabwehr.
Auch hatte sich die hohe Beweglichkeit im Gelände und das schnelle Trennen von Zugmaschine und Geschützwagen bewährt. Durch verschiedene Hilfsmittel wie Greifer, Seilwinden oder Radgürteln, konnten die Geschütze in nahezu jedem Gelände bedient werden. Der Aufbau der Flak nahm allerdings längere Zeit in Anspruch, weshalb man die Geschütze nicht direkt an der Front einsetzte. Aufgrund der langsamen Kadenz von zehn Schuss pro Minute und der sehr hohen Silhouette, konnte das Geschütz an der Frontlinie nur sehr schwer getarnt werden. Ein weiterer negativer Punkt war die schnelle Abnutzung der Geschützrohre. Nach 2000 Schuss trat eine merkliche Abnahme der ballistischen Leistungen ein. Spätestens nach 3000 Schuss musste das Geschützrohr gewechselt werden.